# Marivan

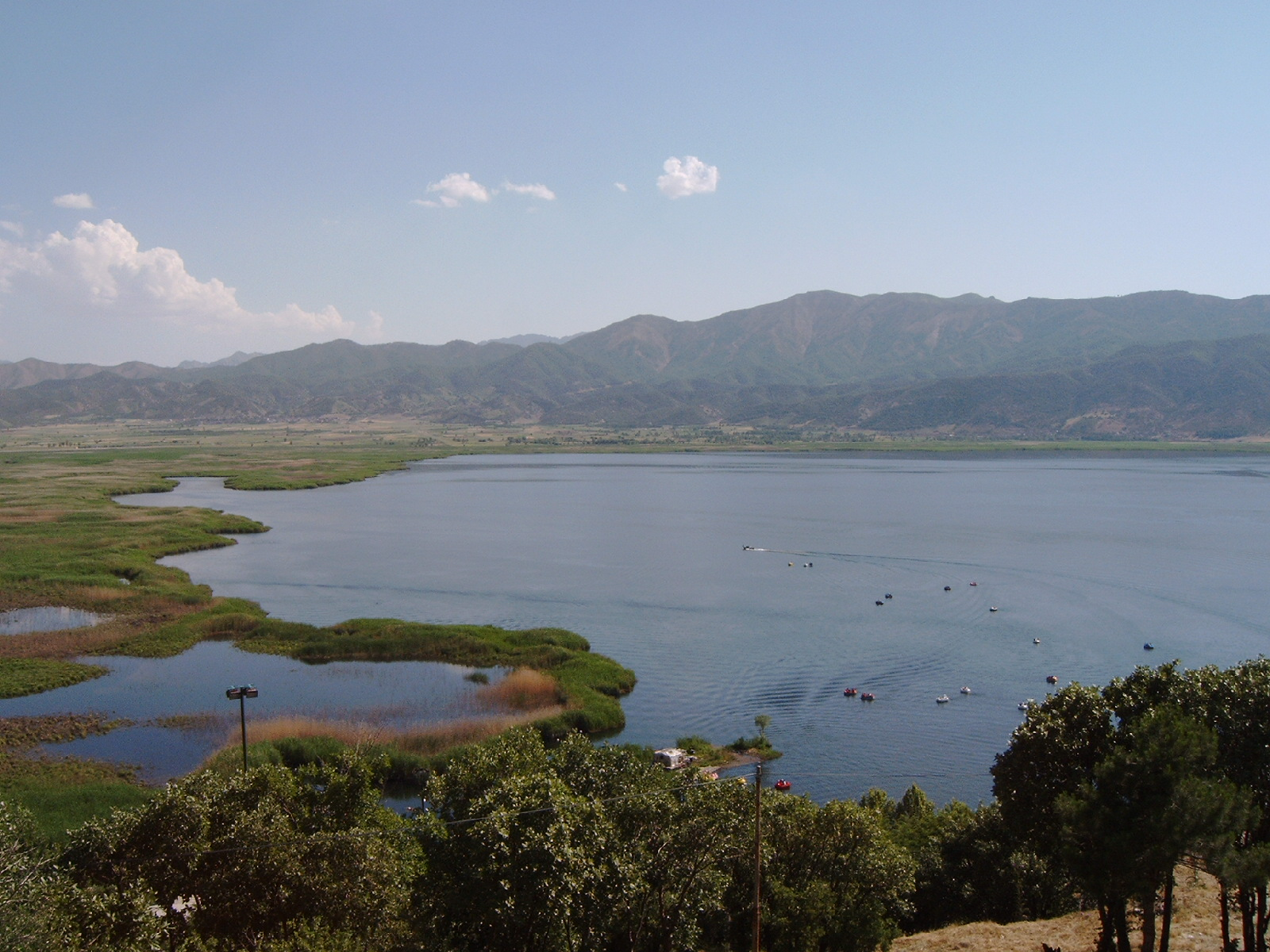
Der See Zarivar bei Marivan

Marivan (persisch مریوان; kurdisch Merîwan) ist eine Stadt in der westiranischen Provinz Kurdistan. Die Einwohnerzahl beträgt per Hochrechnung 2012 knapp über 101.000. Der größte Teil der Einwohner sind Kurden. Marivan liegt in der Nähe der irakischen Grenze. Westlich von Marivan ist der See Zarivar, der eine Länge von 5 km und eine Breite von bis zu 1,6 km hat.